# Jean VII (pape)
Pour les articles homonymes, voir Jean VII.
Jean VII, né à Rossano (Calabre), en l'an 650 et décédé à Rome le 18 octobre 707, est le 86e pape de l'Église catholique. Il est élu le 1er mars 705 et règne jusqu'à sa mort. Il est l'un des papes de la papauté byzantine.

## Biographie
Fils de Platon et Blatta, son père était le principal agent de la garde du palais impérial (cura palatii urbis Romae) sur la colline du mont Palatin. Jean VII, est donc le premier pape, fils d'un fonctionnaire byzantin. Son grand-père Theodoros Chilas était sénateur en 655. L'homme est éloquent, érudit et a une sensibilité artistique : il est d'ailleurs l'auteur d'une inscription en vers à la mémoire de son père et érige un monument avec une inscription pour ses parents.
Il fait réaliser dans l'église Santa Maria Antiqua deux fresques pleines de souffle représentant l'Anastasis (résurrection), sans doute par un artiste syrien ou grec.
Malgré l'ascendance byzantine, il a d'excellentes relations avec les Lombards. En fait, le roi Aripert II (702–712) rend au Saint-Siège, des biens, de grande valeur, confisqués sur les Alpes cottiennes au profit du roi des lombards Rothari (636–652) lors de la conquête de la côte ligure à l'époque du pape Jean IV.
Il succède au pape Jean VI. Il semble qu'en l'an 706 il accède à la demande de l'empereur Justinien II, les relations entre l'Église et le pontificat byzantin étaient aigries depuis le concile in Trullo de 692. Il ne ratifie pas les textes, très impopulaires en Italie,,. Malgré cela, il a été critiqué, plus particulièrement, par le Liber Pontificalis pour ne pas les avoir signés :

« Justinien II envoya deux évêques métropolitains et envoie également avec eux un mandat dans lequel il a demandé et a exhorté le souverain pontife Jean VII de réunir un concile de l'Église apostolique et de confirmer ceux d'entre eux, comme il a approuvé  et d'annuler et rejeter ceux qui étaient défavorables. Mais lui, terrifié dans sa faiblesse humaine, les renvoya au prince par les métropolitains mêmes sans aucune émendation ou correction. »

Il est aussi le pape qui choisit de quitter, pour un temps, le palais du Latran sur le mont Palatin pour la Domus Tiberiana. Ce déplacement avait une signification politique de grande ampleur, parce que c'était un lieu plus protégé du duc de l'Empire byzantin ; d'autres estiment que cela est dû au fait que le Latran était devenu dangereux et favorable à l'arrivée des Lombards. Plus probablement, le Pape a voulu prendre volontairement le parti des Byzantins, non pas par préférence personnelle, mais plutôt parce qu'il sentait qu'il ne pouvait pas résister à Justinien II et ceci malgré les critiques sévères de ses contemporains et bien qu'il ait eu de très bonnes relations avec les Lombards.
En plus de restaurer les églises, le pape Jean VII aime orner de mosaïques et de fresques, bon nombre de représentations de sa personne. Jean VII, est le premier pape qui laisse un portrait de lui-même fait alors qu'il était en vie et donc digne de confiance. Il existe en effet plusieurs portraits de Jean VII dans l'église Santa Maria Antiqua à Rome, au pied du mont Palatin, tandis que d'autres se trouvent dans la chapelle de la Vierge, construite par lui dans la basilique Saint-Pierre. Il a également restauré le monastère de Subiaco détruit par les Lombards en l'an 601.
Jean meurt au bout d'un peu plus de deux années, à compter du début de son pontificat, dans son nouveau palais ; il est enterré dans la chapelle qu'il a dédiée à Notre-Dame.

## Sources
- (en) Ekonomou, Andrew J.; 2007, Byzantine Rome and the Greek Popes: Eastern influences on Rome and the papacy from Gregory the Great to Zacharias, A.D. 590–752, Lexington Books.